# Ludwig Güttler
Pour les articles homonymes, voir Güttler.
Ludwig Güttler est un trompettiste, chef d'orchestre et pédagogue allemand né le 13 juin 1943 à Sosa (Saxe).

## Biographie
Ludwig Güttler naît le 13 juin 1943 à Sosa, dans le Land de Saxe,,.
Il commence l'apprentissage de la musique à l'âge de cinq ans, et la trompette à quatorze ans.
Entre 1961 et 1965, il étudie à la Hochschule für Musik de Leipzig, où il est élève en trompette d'Armin Männel et travaille également la direction de chœur,.
En 1965, il devient trompette solo de l'Orchestre du festival Haendel de Halle, puis est trompette solo de l'Orchestre philharmonique de Dresde de 1969 à 1980,.
Ludwig Güttler est aussi le fondateur de plusieurs ensembles, avec lesquels il se produit comme trompettiste et chef d'orchestre au cours de nombreuses tournées : en 1976, il participe à la création du Bach-Collegium de Leipzig, en 1978, fonde le Blechbläserensemble Ludwig Güttler, et en 1985, les Virtuosi Saxoniae,.
Comme pédagogue, il enseigne à la Musikhochschule de Dresde, où il est nommé professeur à partir de 1980. Il est aussi professeur invité au Séminaire international de musique de Weimar, à partir de 1977, et donne des classes de maître en Autriche, au Japon et aux États-Unis.
Comme interprète, il mène une carrière de soliste, notamment dans le répertoire de trompette baroque. Il contribue par ailleurs au développement du Corno da caccia (de) et édite en version originale des partitions anciennes, notamment une variante du Concerto brandebourgeois no 2 de Jean-Sébastien Bach,,.
Ludwig Güttler est lauréat du Prix national de la République démocratique allemande en 1978, et du Prix musical de la ville de Francfort en 1989.